# Ardon (Valais)
Ardon és un municipi del cantó suís del Valais, situat al districte de Conthey.

## Geografia
El poble compta aproximadament amb 2.600 habitants. Era situat originàriament sobre els primers pendents de l'Haut de Cry, al peu del serral d'Isèra, a l'abric de la plana del Roine i de les seves inundacions. Després dels treballs de correcció del Roine (segle xix), la plana és sanejada i el poble s'hi estén. La Lizerne baixa dels Diablerets i passa a l'oest del poble. El seu curs ha estat canalitzat durant els treballs de correcció del Roine.
El poble comprèn entre altres una escola (centre de Cordée), una guarderia i un casal de joves. L'escola compta aproximadament amb 300 alumnes.

## Monuments
- Molts vestigis gal·loromans van ser descoberts al segle xix sobre el serral i a l'hort del capellà. Oblidats en el transcurs de la primera meitat del xx, la renovació de l'església l'any 1959 permet redescobrir-les i sobretot posar al dia un seguit d'edificis precristians i cristians. La posada en valor d'aquest passat data de 1996, amb la disposició sota l'església parroquial dels vestigis dels segles iii a l'xi de la nostra era.
- L'església parroquial Sant-Jean és un edifici neogòtic construït l'any 1892 per Emile Vuilloud. El campanar-porxo d'estil gòtic data de 1525.[2] L'any 1959-60, els registres encara visibles han permès el descobriment dels vestigis dels santuaris que han precedit l'església actual i el més antic es remunta al segle v o vi.[3]
- La Pontaise és el segon edifici el més antic encara dempeus i datat d'Ardon. El seu gran volum i l'alçada de les seves peces recorden el seu caràcter senyorial.
- El Cafè dels Alps és situat al centre de l'antic poble d'Ardon. El seu ambient rock’n'roll agrada als seus clients i fa d'aquest establiment un lloc històric i molt freqüentat del Valais Central.